# Nezavisne novine
Nezavisne novine (srp. Независне новине) srpske bosanskohercegovačke dnevne novine koje izlaze u Banjoj Luci od 1995. Osnivač, vlasnik i ravnatelj Nezavisnih novina je Željko Kopanja.
Osnovane su uz podršku Vlade SAD-a i USAID-a, koji su pružili političku zaštitu projektu Nezavisnih novina. Prvi ravnatelj Nezavisnih novina bio je Goran Dodik, brat Milorada Dodika.
Vlasnik Nezavisnih novina, Željko Kopanja, kritički je pisao o SDS-u i vlastima u Republici Srpskoj, ali i o režimu Slobodana Miloševića u SR Jugoslaviji. Tijekom 1999. Nezavisne novine pisale su o ratnim zločinima koje je počinila Vojska Republike Srpske tijekom rata u BiH, nakon čega su u redakciju stizale prijetnje smrću. Nekoliko mjeseci poslije na Kopanju je izvršen atentat, podmetanjem eksplozivne naprave ispod njegovog automobila. Bio je u životnoj opasnosti, a obje noge su mu amputirane.
Adnan Terzić je u vrijeme predsjedanja Vijećem ministara BiH izjavio da su Nezavisne novine "pokazatelj demokratizacije bosanskohercegovačkog društva". Zlatko Lagumdžija, predsjednik SDP-a BiH za Nezavisne novine je rekao da "predstavljaju kompaniju bez koje ova zemlja [BiH] ne bi mogla postati normalna". Ministar vanjskih poslova BiH, Sven Alkalaj, optužio je Nezavisne novine da ruše ustavni poredak BiH rekavši da se "bore za odvajanje Republike Srpske od BiH".
Među kolumnistima za Nezavisne novine su i hrvatski novinar Denis Kuljiš, književnik Nino Raspudić te sudac Suda BiH Branko Perić.

## Rukovodstvo
- Ravnatelj: Željko Kopanja

Tiskano izdanje
| - Glavna i odgovorna urednica: Sandra Gojković-Arbutina; - Zamjenica glave i odgovorne urednice: Gordana Milinković; - Pomoćnica glavne i odgovorne urednice: Nihada Hasić; - Odgovorna urednica u redakciji u Sarajevu: Maja Rener-Smajović; - Unutarnja politika: Tatjana Rogulja; - Dopisnica u Banjoj Luci: Diana Tomaš; - Gospodarstvo: Rade Šegrt; | - Regija: Gorana Jakovljević; - Svijet: Maja Vujinić; - Nezavisne Novine 2: Vesna Iliktarević; - Kultura i scena: Blaženka Cuca - TV mreža: Bojana Petković; - Šport: Goran Karać; - Tehnička priprema: Ivana Pastir; - Fotografija: Aleksandar Čavić |

Internet izdanje
| - Odgovorni urednik: Milan Šekara; | - Webmaster: Zoran Lukić |